# طلاجو (مقاطعة تشالوس)
طلاجو (بالفارسية: طلاجو) هي قرية تقع في قسم كلارستاق الشرقي الريفي (مقاطعة تشالوس) في إيران. يقدر عدد سكانها بـ 603 نسمة بحسب إحصاء 2016.